# Karaś (Mierzeja Wiślana)
Karaś − jezioro w Polsce, położone w województwie pomorskim, w granicach administracyjnych Gdańska, na Wyspie Sobieszewskiej, w obrębie rezerwatu Ptasi Raj.

## Charakterystyka
Jezioro Karaś jest płytkim jeziorem przybrzeżnym, które według regionalizacji fizycznogeograficznej Polski znajduje się na Mierzei Wiślanej. Do 1945 roku jezioro posiadało nazwę Karauschenteich.

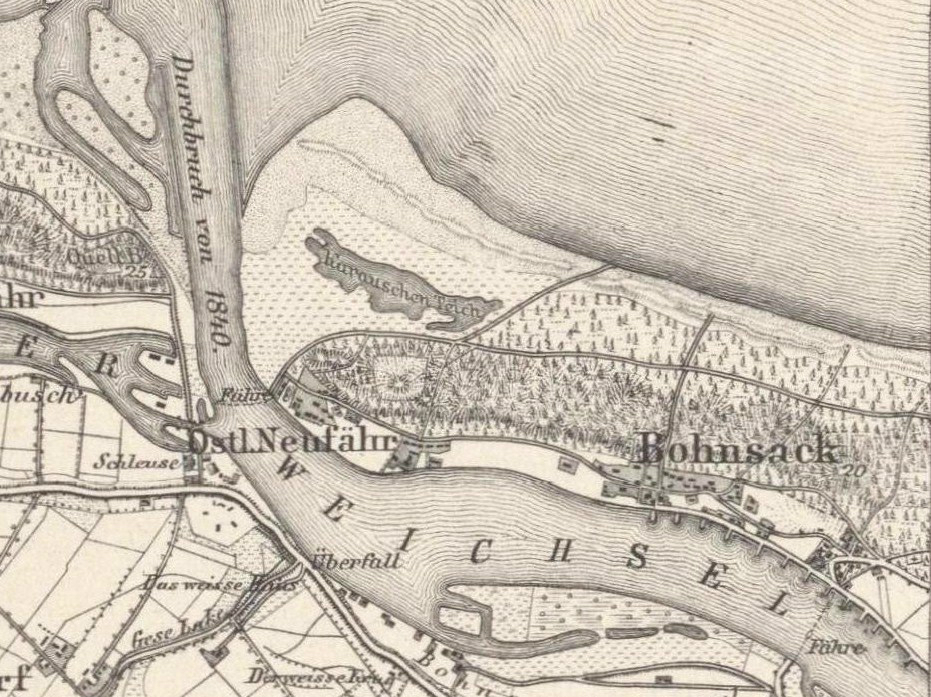
Jezioro Karaś na mapie z 1901

Jezioro powstało w sposób naturalny, tj. w wyniku przerwania pasa wydm w miejscowości Górki koło Gdańska przez Wisłę (Wisłę Śmiałą) w nocy z 31 stycznia na 1 lutego 1840 r. i utworzenie się zatoki przybrzeżnej z później powstałą Mierzeją Messyńską, oraz w efekcie działalności człowieka, tj. usypania grobli między jeziorem a Wisłą Śmiałą w drugiej połowie XIX w. (przed 1888 r.). Jezioro Karaś pierwotnie było połączone z jeziorem Ptasi Raj, ale na skutek naturalnych procesów, tj. wypłycania się i porastania przez roślinność bagienną, wydzieliło się tworząc osobny zbiornik wodny.
Obecnie w jeziorze Karaś procesy wypłycania i zarastania prowadzą do podziału na dwa osobne akweny. Jeszcze w 1996 miało ono powierzchnię 9,5 ha.